# Нор-Армавір
Нор-Армавір (вірм. Նոր Արմավիր) — село в марзі Армавір, на заході Вірменії. Село розташоване за 7 км на південний схід від міста Армавір, за 3 км на північ від села Налбандян, за 2 км на схід від села Амасія, за 3 км на південний захід від села Бамбакашат та за 4 км на південь від села Октембер.